# Штурм, Лейси
Ле́йси Нико́ль Шту́рм (англ. Lacey Nicole Sturm), в девичестве Мо́сли (англ. Mosley; 4 сентября 1981, Хомстед, Флорида, США) — бывшая вокалистка группы Flyleaf, в нынешнее время занимается семьей, сольной карьерой, участвует в разных евангелических проектах (The Whosoevers), пишет книгу о своей жизни.

## Биография
Лейси родилась в городе Хомстед (штат Флорида, США) в малообеспеченной семье. Когда мать не могла заплатить за жильё, они переезжали в другое место. Из-за постоянных переездов и конфликтов с матерью Лейси начала баловаться наркотиками.
В первый раз, когда я попробовала наркотики, мне было десять лет. Я знала, что это неправильно… Я понимала, что это вредно и плохо. Но когда мне было тринадцать, я встретила других подростков, которые тоже принимали наркотики, и я начала осознанно принимать наркотики. Я пыталась понять себя.
В шестнадцать лет борьба между Мосли и её матерью стала настолько сильной, что она была вынуждена оставить свой дом в Арлингтоне. Она перебралась в Галфпорт, где жили её бабушка и дедушка. Там она присоединилась к группе, которая искала басиста. Лейси пыталась писать лирические тексты для группы, петь, играть. Но через некоторое время она решила оставить группу из-за разногласий. Они не давали ей выразить свои чувства в музыке.
Лейси стала атеисткой. После бедной жизни со своей матерью она стала жить с богатыми бабушкой и дедушкой и чувствовала себя неустроенной в жизни.
Когда Лейси было 16, она чувствовала, что балансирует на краю пропасти, и хотела совершить самоубийство. Однажды с Лейси произошёл нервный срыв и она отрезала себе волосы. Её бабушка, расстроенная и сердитая, начала кричать на неё, умоляя сходить в церковь. Лейси признается, что она посетила службу только для того, чтобы её бабушка перестала кричать.
Во время службы, проповедник говорил о людях, которых он встречал, их истории были очень похожи на историю жизни Лейси. После службы Лейси так и не освободилась от мысли о самоубийстве. Когда Лейси почти вышла из церкви, её остановил послушник и сказал — «я никогда не знал своего отца»,
«…это действительно задело меня, потому что этот человек в церкви не знал меня! Он спросил меня, хочу ли я помолиться, и я сказала да. „Моя судьба в моих руках“. Иисус спас меня. Бог дал мне возможность начать новую жизнь».
Этот опыт полностью изменил жизнь Лейси. Однако даже с вновь открытой верой Лейси ещё пыталась найти своё место в этом мире. Короткий брак, закончившийся разводом, заставил её переехать в город Темпл, штат Техас, где она встретила первого участника своей группы — барабанщика Джеймса Калпеппера. Джеймс интересовался песнями Лейси, он создавал для них мелодии. Вскоре они объединились с гитаристами Джаредом Хартманном и Самиром Батчария, группа которого недавно распалась. Басист Пат Силс стал заключительным штрихом. Первое время существование группы Лейси вспоминает как «что-то неповторимое».
Группа встретилась, чтобы обсудить вопрос, связанный с тем, в каком направлении им играть музыку. И если хоть у кого-то из группы был бы другой взгляд на музыку, они бы сразу же разошлись. Эта встреча сблизила группу, и Лейси вскоре осознала, что жизнь полна смысла. Сама Лейси считает «Flyleaf» чем-то вроде группы, исполняющей христианский рок, хотя не такой уж и позитивный, зато многообещающий и перспективный.

## Личная жизнь
C 6 сентября 2008 года Лейси замужем за гитаристом Джошуа Штурмом. У супругов есть три сына: Джошуа Льюис «Джек» Штурм-младший (род. 09.04.2011), Эрроу Дэвид Штурм (род. 07.08.2013) и Аттикус Айзек Штурм (род. 07.07.2018).